# Ньютаун Юнайтед
Футбольний клуб «Ньютаун Юнайтед» (англ. Newtown United Football Club) — професійний футбольний клуб Сент-Кіттс і Невісу із міста Бастер. Клуб був заснований у 1962 році, та проводить домашні матчі на стадіоні «Ньютаун» місткістю 3 тисячі глядачів. Клуб грає в Прем'єр-лізі Сент-Кіттс і Невісу, найвищому футбольному дивізіоні країни. «Ньютаун Юнайтед» є одним із найтитулованіших клубів країни, клуб 16 разів ставав чемпіоном країни, та двічі ставав володарем Кубка Сент-Кіттс і Невісу.

## Титули і досягнення
- Чемпіон Сент-Кіттс і Невісу (16): 1981, 1984, 1987, 1988, 1989, 1992, 1993, 1995, 1996, 1997, 1998, 2003—2004, 2006—2007, 2007—2008, 2009—2010, 2011—2012
- Володар Кубка Сент-Кіттс і Невісу (2): 2006—2007, 2009—2010